# アンモールプリート・コール
アンモールプリート・コール・パンヌ（Anmolpreet Kaur Pannu、1999年11月24日 - ）は、インドの女子バスケットボール選手である。ポジションはセンター。Wリーグの山梨クィーンビーズ所属。

## 来歴
日本の東亜学園高校に留学し、大阪体育大でインカレ5位となる。また、在学中にはインド代表にも選ばれアジアカップに出場。
2023年1月、山梨クィーンビーズにアーリーエントリーとして加入。
同年、2022年アジア競技大会のインド代表に選出される。

## インド代表歴
- 2019年FIBA女子アジアカップ
- 2022年アジア大会